# The Silver Key
"The Silver Key" é um conto da autoria de H. P. Lovecraft, escrito em 1926, e habitualmente integrado na sua série Dreamlands. Foi publicado pela primeira vez na edição de janeiro de 1929 da Weird Tales. É a continuação de "The Dream-Quest of Unknown Kadath" e veio a ter uma sequela, "Through the Gates of the Silver Key", escrita em parceria com E. Hoffmann Price.
A história e a sua sequela são protagonizadas pelo personagem Randolph Carter, recorrente na ficção de Lovecraft.

## Inspiração
Consta que "The Silver Key" terá sido inspirada, em parte, pela visita de Lovecraft a Foster, Rhode Island, onde viviam os seus antepassados do lado materno. A personagem Benijah Corey aparenta ser uma combinação dos nomes de Emma Corey Phillips, familiar de Lovecraft, e de Benejah Place, um agricultor que vivia em frente à casa onde Lovecraft ficou hospedado.
A busca de um sentido, por parte de Carter, ao longo de uma sucessão de abordagens filosóficas e estéticas, poderá ter sido inspirada por A rebours (1884) de J. K. Huysmans, cujo protagonista atravessa um percurso semelhante.

## Reação
Farnsworth Wright, editor da Weird Tales, rejeitou "The Silver Key" quando Lovecraft a submeteu, em meados de 1927. No ano seguinte, porém, Wright pediu para ler novamente a história e acabou por aceitá-la. Mais tarde, veio a dizer a Lovecraft que a história conheceu uma "desaprovação visceral" por parte dos leitores.

## Sinopse
Randolph Carter descobre, aos 30 anos, que perdeu de forma gradual a "chave do reino dos sonhos." Em tempos, Randolph acreditara que a vida era composta apenas de imagens retidas na memória, sejam elas provenientes da vida real ou dos sonhos. Ele prefere, sem margem para dúvida, os seus sonhos noturnos, de natureza romântica, sobre locais e seres fantásticos, que funcionam como um antídoto para o "caráter prosaico da vida", acreditando que os seus sonhos revelam verdades que escapam aos seres humanos quando estão acordados, acerca do Universo e da razão de existir do Homem; de dentre elas, destaca-se a verdade inerente à beleza, tal como era percecionada e criada pelos humanos, em tempos idos. Todavia, à medida que envelhece, apercebe-se de que a sua exposição, no quotidiano, às ideias mais "práticas" e científicas da humanidade acabou por minar a sua capacidade de sonhar, da qual dispusera em tempos, o que o leva, infelizmente, a aproximar-se cada vez mais das crenças mundanas associadas à "vida real" do quotidiano. Porém, visto que não está certo de qual das abordagens está mais próxima da verdade, ele vai procurar determinar se as ideias quotidianas do homem serão superiores aos seus sonhos; simultaneamente, percorre várias posições filosóficas que não o satisfazem. Desiludido, acaba por se afastar destas reflexões, isolando-se do mundo. Após algum tempo, surge novamente um vislumbre de fantasia nos seus sonhos, embora ele continue sem conseguir sonhar com as estranhas cidades que marcaram a sua juventude, o que lhe aguça o apetite. Num desses sonhos, o seu avô, que já falecera há muitos anos, fala-lhe acerca de uma chave prateada que se encontra no seu sótão, e na qual estão gravados arabescos de natureza misteriosa. Ele encontra a chave e leva-a consigo numa visita à casa onde passara a infância, nos bosques a nordeste do Massachusetts (o cenário de muitos contos de Lovecraft), onde acaba por entrar numa caverna misteriosa, na qual costumava brincar. A chave permite-lhe regressar aos dez anos de idade, sendo que o Randolph adulto desaparece do tempo em que vivia. A história prossegue, referindo que os familiares de Randolph tinham reparado, desde os seus dez anos, que o rapaz tinha, de alguma forma, adquirido a capacidade de vislumbrar acontecimentos futuros. O narrador afirma, então, que espera encontrar-se brevemente com Randolph num dos seus próprios sonhos, "numa cidade dos sonhos que ambos costumávamos visitar", e ser coroado rei. Aí, o narrador poderá olhar para a chave de Randolph, cujos símbolos lhe desvendarão, assim o espera, os mistérios do cosmo.

## Ligações
"The Silver Key" contém alusões a outros contos de Lovecraft com a personagem Randolph Carter, o que permite que o leitor os ordene cronologicamente: o primeiros é The Dream-Quest of Unknown Kadath, seguido de "The Statement of Randolph Carter" e "The Unnamable". "The Silver Key" e "Through the Gates of the Silver Key" constituem o final da sequência.
A obra An H. P. Lovecraft Encyclopedia compara compara "The Silver Key" com "The Tomb", um conto da fase inicial de Lovecraft, cujo narrador, Jervas Dudley, também "descobre no sótão uma chave, de natureza concreta, que desvenda os segredos do passado."

## Cultura Popular
"The Silver Key" é uma música da banda de metal sinfónico Dark Moor.
"The Silver Key" é um álbum de breakcore experimental dos the Xanopticon [1]
"Regarding the Silver Key" é um documento fictício da visual novel Saya no Uta, que apresenta, supostamente, detalhes acerca dos candidatos no mundo e universo original da protagonista Saya.
"Seven Silver Keys", da banda de doom metal épico Candlemass, é uma alusão ao conto, que inclui, na sua letra, o verso: "para abrir os teus sonhos, precisas de sete chaves de prata."
Um dos itens no Maid RPG é uma versão do artefacto epónimo, chamada "Enigmatic Silver Key."
Num episódio da quarta temporada da série policial Warehouse 13, a Silver Key foi usada como um artefacto que levava as pessoas a ter alucinações com as criaturas do universo de Lovecraft.
A Silver Key é um item que pode ser localizado no jogo Quake, da id software, e é muitas vezes essencial para completar o nível.